# Белградская операция (1915)
Белградская операция (серб. Пад Београда (1915)) — наступательная операция австро-немецких войск с 6 по 9 октября 1915 года во время Первой мировой войны с целью захвата столицы Сербского королевства Белграда.

## Подготовка операции
После присоединения Болгарии к союзу центральных держав, началась подготовка к разгрому Сербии. Одним из операционных направлений было белградское. Предполагалось форсировать Дунай и Саву и захватить сербскую столицу, чтобы в дальнейшем совместно с болгарской армией разгромить сербскую армию и государство. В состав австро-немецких сил, атакующих Белград, входили 3-я австро-венгерская армия, а также 22-й немецкий резервный корпус. 3-я австро-венгерская армия состояла из 130 пехотных батальонов, 136 артиллерийских батарей, 4 авиационных дивизионов, а также речной флотилии с 9 мониторами и 20 другими кораблями. После форсирования Дуная и Савы предстояло занять линию Княжевац — Ритопек — Авала.
Ширина фронта, обороняемого сербскими частями на белградском фронте вдоль Дуная, составляла 50 километров. Передовые позиции не имели защиты от артобстрелов противника, как и некоторых более сложных систем обороны. Набережная Дуная была укреплена двумя линиями траншей, а основная линия обороны проходила по железнодорожной насыпи. Численность частей, составлявших оборону Белграда, насчитывала 20 пехотных батальонов, 2 кавалерийских эскадрона и 77 пушек различного калибра. Этих частей едва хватало на прикрытие всей ширины фронта, а резервов было мало.

## Ход операции
В течение сентября 1915 года в целях введения сербов в заблуждение несколько раз производился обстрел артиллерийским огнем сербского берега. 6 октября началась артиллерийская подготовка тяжелой артиллерией армиями Макензена с целью переправы, которая началась рано утром 7 октября. Переправа затруднялась необходимостью очистки фарватеров обеих рек от минных заграждений. Большую роль при форсировании водных преград сыграли прожекторы, coдeйствoвaвшиe в ночное время вытравливанию мин, ослеплению прожекторов противника, освещению целей для своей артиллерии и прикрытию световой завесой переправляющихся эшелонов.
8-й австрийский корпус силами 59-й пехотной дивизии подошел к сербскому берегу в 4 часа утра и высаживался без поддержки артиллерии. Вследствие этого, а также сильного сопротивления сербов, переправа не имела полного успеха. Кроме того, поднявшаяся вода в реках затопила острова у устья реки Савы и низменные участки побережья Дуная. В результате первого дня боя за переправу австрийцы потеряли до 66% своего мостового имущества. Только 9 октября подошли пароходы и вслед за переправившимися первыми эшелонами 59-й пехотной дивизии перевезли 57-ю пехотную дивизию, что и позволило австрийцам в конце концов войти в Белград.
22-й германский резервный корпус вечером 6 октября был придвинут к Саве. Сильный дождь маскировал подход немецких войск. За небольшими островами у австрийского берега были спрятаны поднесенные понтоны, по 10–15 штук на каждый переправляющийся полк. Посадка на них началась после 2 часов ночи 7 октября; через 15–20 минут первые эшелоны уже высадились на сербском берегу и на Цыганском острове, о чем ракетами дали знать своей артиллерии. За первыми эшелонами немедленно двинулись следующие. Пока переправа происходила в темноте, потери были невелики, но они сильно возросли после рассвета (в 6 часов), и к 8 часам переправу пришлось приостановить, так как 66% понтонов вышли из строя.
Переправившимся частям (примерно по батальону на полк) пришлось провести весь день 7 октября в боях с сербами. Помимо солдат, столицу защищали мирные жители, женщины, дети и старики, которые подбирали оружие у павших солдат. Только с наступлением темноты (в 19 часов) переправа немцев возобновилась, но уже с большими потерями, чем в предыдущую ночь. К утру 8 октября переправа была закончена, и с рассветом правофланговый 208-й резервный полк овладел первой линией сербских позиций; к 10 часам один батальон был направлен в тыл сербам, оборонявшим Цыганский остров, что заставило их поспешно отойти. Благодаря этому 207-й пехотный полк захватил исправный мост, соединявший Цыганский остров с берегом. 208-й пехотный полк овладел крутыми Бановскими высотами благодаря сильной поддержке тяжелой артиллерии, сломившей сопротивление сербов. Захват этих высот облегчил 43-й резервной дивизии овладение 9 октября предместьем Белграда — Топчидером. В этот же день австро-немецкие войска захватили весь Белград.

## Результаты
В ночь с 8 на 9 октября генерал Михайло Живкович оставил столицу, отведя Группу обороны Белграда на позицию на юг, где она соединилась со 2-й Тимокской дивизией. После окончания боев в городе осталась меньшая часть населения — около 8 тысяч, а большая часть отступила вместе с армией. Однако, поскольку противник их догнал, они были вынуждены вернуться в Белград.